# Angelet de les dents

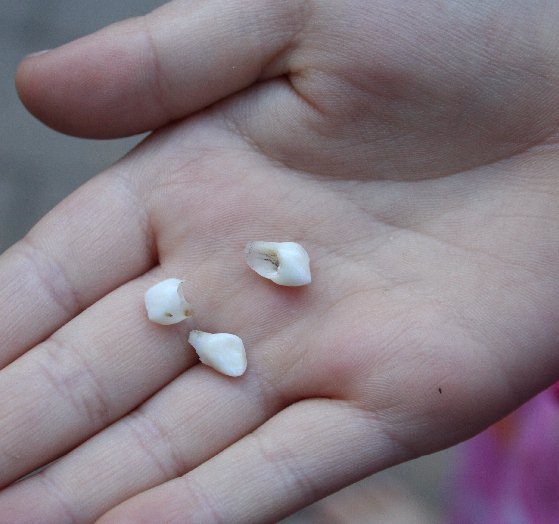
Les dents de llet es col·loquen a sota el coixí i l'endemà al matí ja han desaparegut.

L'angelet de les dents o simplement els angelets és un mite popular català destinat a tranquil·litzar els infants petits quan perden les dents de llet. Igual que en altres països occidentals, a Catalunya hi ha la tradició que quan a un nen li cau una dent de llet, l'ha de posar sota el coixí quan se'n va a dormir, durant la nit l'angelet de les dents la prendrà i deixarà confits o algun dineret per als nens.

## Altres tradicions
La tradició del personatge que recull les dents de llet dels infants quan cauen és pràcticament universal. A Espanya i als països llatinoamericans existeix la tradició del ratoncito Pérez, també conegut simplement com el ratón Pérez o el ratón de los dientes (Mèxic). La tradició espanyola neix d'un conte escrit per Luis Coloma Roldán (1851-1915) per al rei Alfons XIII quan tenia 8 anys.
A França l'encarregat de recollir les dents també és un ratolinet, La petite souris. Aquesta tradició sembla, igual que l'espanyola, provenir d'un conte del segle xvii escrit per Madame d'Aulnoy: La bonne petite souris, on una fada transformada en ratolí ajuda una reina a vèncer un rei malvat amagant-se sota el coixí i fent-li caure totes les dents.
Als països anglosaxons l'encarregada és una fada, la Tooth Fairy (fada de les dents). El seu origen sembla, talment com a França, el conte escrit per Madame d'Aulnoy. Al Canadà també se l'anomena Tooth Fairy, i al francòfon Quebec coexisteixen els noms de la Fée des dents i la Petite souris.
A Alemanya existeix el Zahnfee, a Noruega el Tannfe, i a Itàlia conviuen la tradició de la fada anomenada Fatina i la del ratolí Topino. Al País Basc, existeix la tradició de Maritxu Teilatukoa (Maria de la teulada).
Tradició que enllaçaria amb les tradicions de països asiàtics com Corea, l'Índia, la Xina, les Filipines o Vietnam on els nens llencen les dents a les teulades, si les dents provenen de la mandíbula inferior o sota el terra si són de la superior i d'aquesta manera canvien la dent per la d'un ratolí, que creix i no cau.
Al Japó, hi ha una petita variació, ja que les dents de la mandíbula superior es llencen en línia recta cap a terra i les de la superior cap a l'aire, la idea és que la nova dent creixe recta.
Als països de l'orient mitjà com Iraq, Jordània, Palestina. Egipte i Sudan, hi ha la tradició de llençar les dents dels infants cap al Sol o cap Al·là. Aquesta tradició podria haver-se originat d'ofrenes pre-islàmiques, i es remuntaria al segle xiii com menciona el lingüista i escriptor Izz bin Hibat Allah Al Hadid al mateix segle xiii.